# Protaetia lugubris
Protaetia lugubris är en skalbaggsart som beskrevs av Herbst 1789. Protaetia lugubris ingår i släktet Protaetia och familjen Cetoniidae. Utöver nominatformen finns också underarten P. l. kalinka.

## Bildgalleri

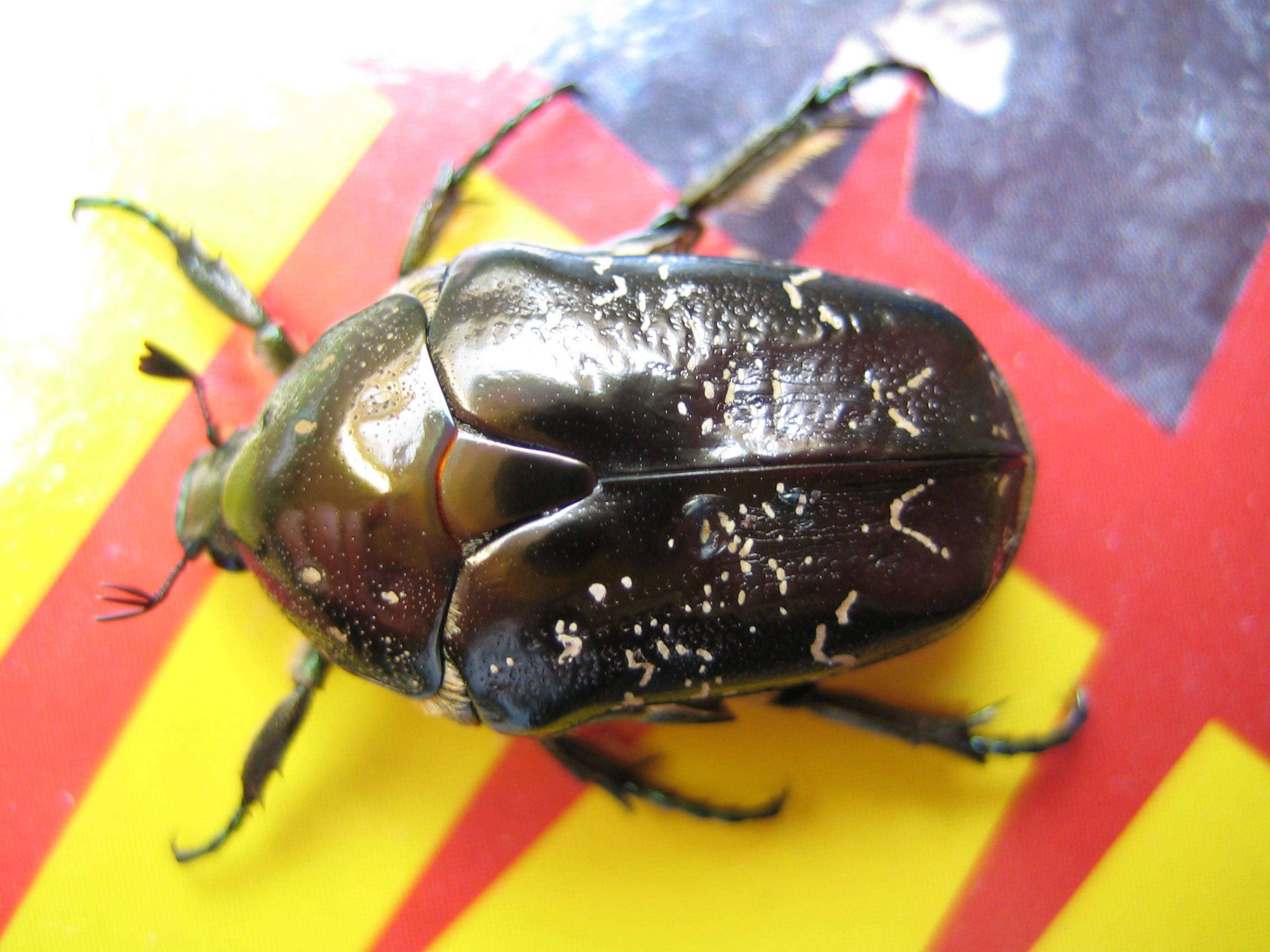
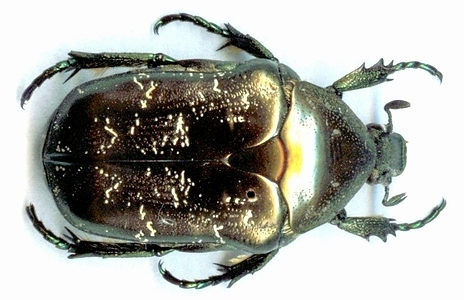
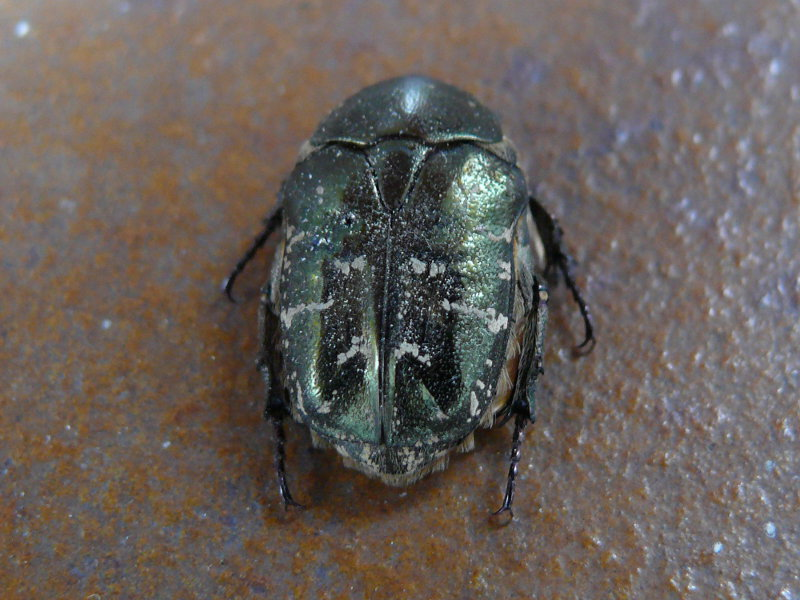
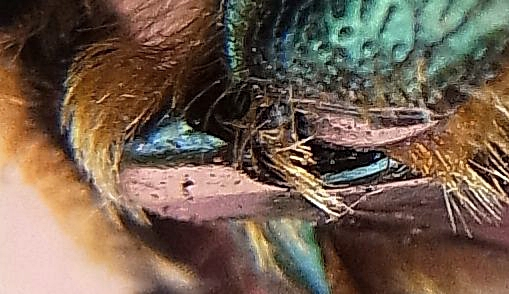
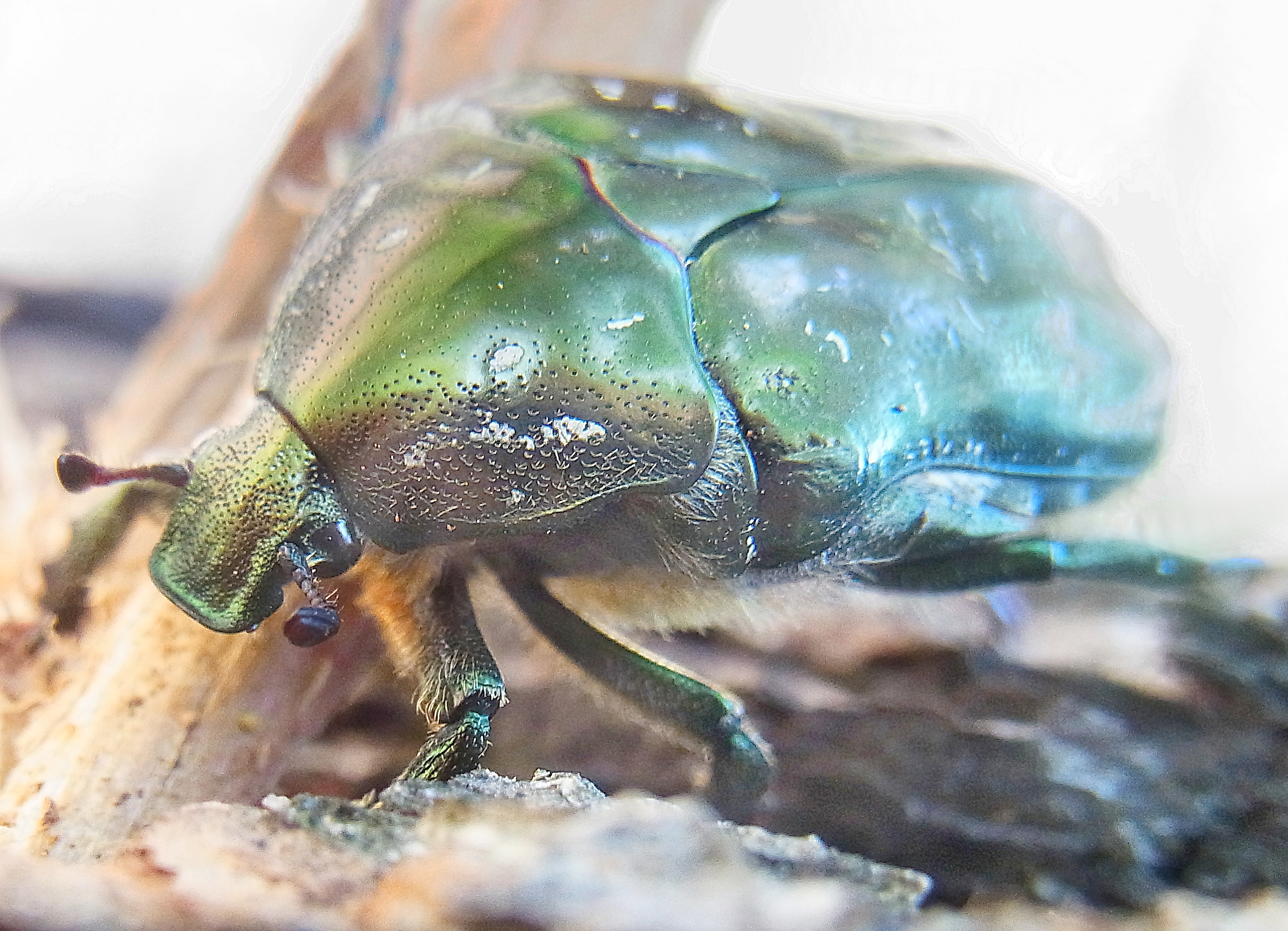
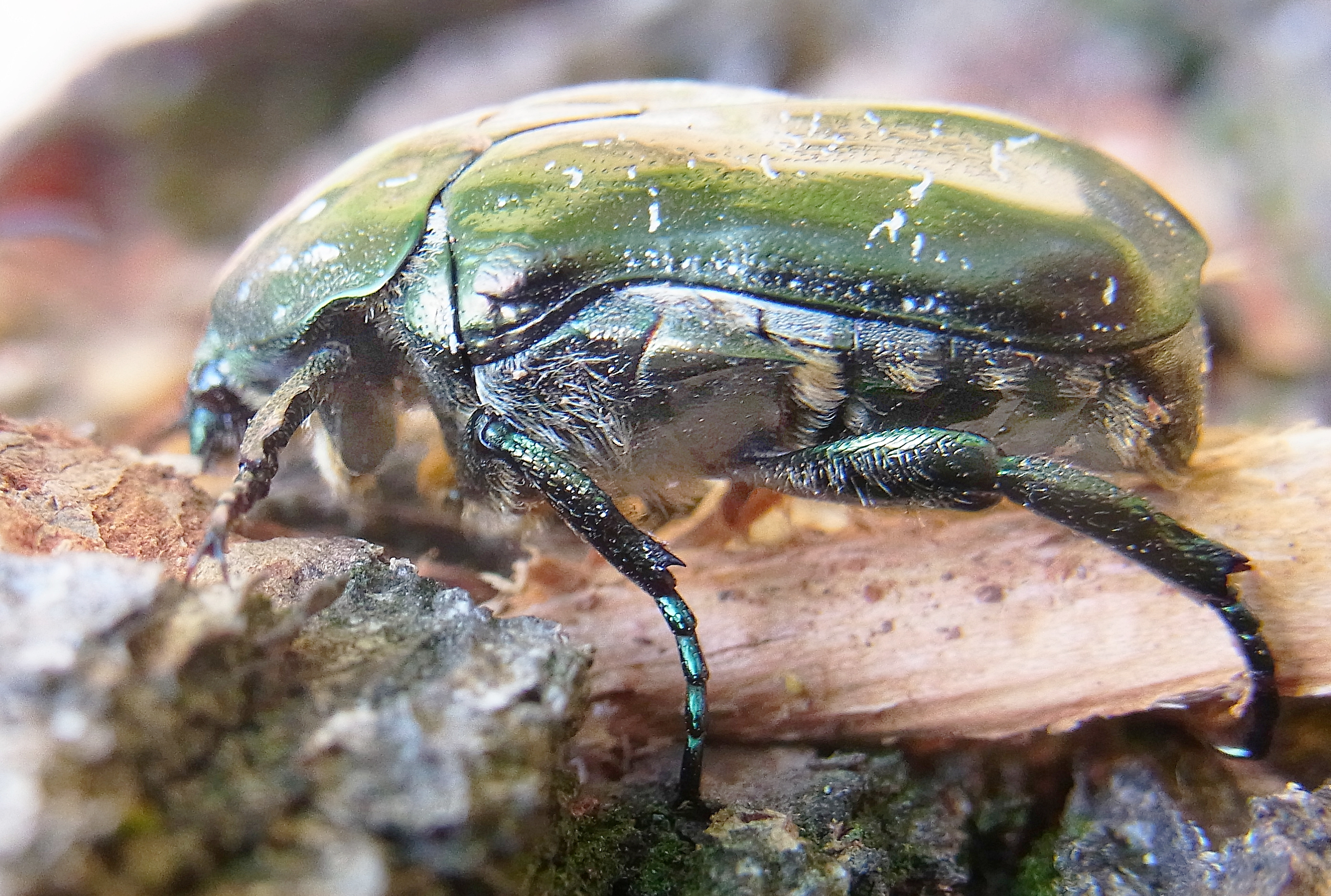